# Bosdravik
Bosdravik (Bromopsis ramosa subsp. benekenii) is een gras uit het geslacht Vaste dravik. Het groeit op lichte plekken in bossen, en gaat achteruit als bossen dichter en donkerder worden. In Nederland komt het voor in Zuid-Limburg, in België in het Maasgebied en de zuidelijke Ardennen. Bosdravik lijkt op ruwe dravik.

## Ecologie
Bosdravik staat op zonnige tot licht beschaduwde, vochtige, voedselarme tot matig voedselrijke, kalkrijke, humushoudende, matig stikstofrijke, vaak lemige grond. Ze groeit op lichte plekken in loof- en hellingbossen, in boszomen en op kapvlakten. 

## Verspreiding
De soort is vanouds bekend uit Zuid-Limburg, maar daar is ze zeer duidelijk achteruit gegaan door gewijzigd bosbeheer. Hierdoor wordt er niet meer selectief gekapt en zijn de bossen te schaduwrijk worden. Ook is sprake van verruiging van de bosranden. Vrij recent zijn er weer vindplaatsen bekend geworden, zo in het Gulpdal (2007) en in een oude kalkgroeve bij Ubachsberg (2008).

## Gelijkende soort
De beide ondersoorten (bos- en ruwe dravik) overlappen elkaar in hun verspreidingsgebied en kunnen met elkaar verward worden. Naast de in de Flora genoemde beharing van de bovenste bladscheden, aantallen zijtakken en aartjes kunnen kommervormen onderscheiden worden door te kijken of de rand van de schub aan de voet van de bloeiwijze kaal of lang gewimperd is. Dat laatste kenmerk hoort bij ruwe dravik.